# Crispatotrochus rugosus
Espèce
Statut CITES
Crispatotrochus rugosus est une espèce de coraux appartenant à la famille des Caryophylliidae.